# Огородники (селище)
Огоро́дники или Кусичи — селище, обнаруженное около деревни Огородники Каменецкого района Брестской области. Селище входит в список историко-культурных ценностей Республики Беларусь.

## Описание
Селище было обнаружено на южной окраине деревни Огородники в урочище Наданне на левом берегу реки Пульва (приток Западного Буга). В 1963 году археологом В. Б. Никитиной-Короткевич было исследовано 50 м² селища. Глубина культурного пласта составила 0,4 м. При раскопках были обнаружены остатки жилья, которое представляло собой неправильный прямоугольник размерами 4,5 × 4 м. Жильё было ориентировано с северо-востока на юго-запад. О существовании фундамента или обкладки стен снаружи говорили их остатки — сохранившиеся по периметру стен камни-валуны, найденные на расстоянии 0,3—1,25 м один от другого и на глубине 0,4—0,5 м. Пол жилья был земляной; два очага, возле юго-западной стенки и в южном угле, были обнаружены в округлых ямах диаметром около 0,5 м, глубиной 0,35 и 0,15 м. Содержимое очагов составляли перепаленные камни и пепел; яма с пеплом также была обнаружена рядом с жильём. Вход в жильё находился на востоке: в пользу этой гипотезы говорило расположение камней. Жильё и нижний слой культурного пласта содержали более 100 фрагментов лепных толстостенных горшков с храповатой поверхностью и прямыми шейками, которые были на венчиках украшены пальцевыми оттисками. Также были обнаружены фрагменты глянцевой посуды поморской культуры IV—III веков до н. э. В верхнем пахотном слое археологи обнаружили небольшое количество круговой посуды XI—XII веков.